# Huỳnh Thành Chung
Huỳnh Thành Chung (sinh ngày 21 tháng 8 năm 1968) là đại biểu quốc hội Việt Nam khóa XIV nhiệm kì 2016-2021, thuộc đoàn đại biểu quốc hội tỉnh Bình Phước. Ông là một trong 21 đại biểu không phải là đảng viên Đảng Cộng sản Việt Nam trúng cử đại biểu quốc hội 14. Ông đã ứng cử và trúng cử đại biểu quốc hội lần đầu năm 2016 ở đơn vị bầu cử số 1, gồm thị xã Bình Long và các huyện: Bù Đốp, Bù Gia Mập, Chơn Thành, Hớn Quản, Lộc Ninh, tỉnh Bình Phước với tỉ lệ 78,22%.

## Xuất thân
Huỳnh Thành Chung sinh ngày 21 tháng 8 năm 1968 quê quán ở tỉnh Bến Tre.

## Giáo dục
- Giáo dục phổ thông: 12/12
- Đại học Bách khoa thành phố Hồ Chí Minh chuyên ngành Tư vấn quản trị kinh doanh
- Thạc sĩ

## Sự nghiệp
Ông hiện là Tổng Giám đốc Công ty cổ phần Sản xuất - Xây dựng - Thương mại và Nông nghiệp Hải Vương; Ủy viên Hội đồng quản trị kiêm Tổng Giám đốc Công ty Cổ phần Đầu tư Xây dựng cơ sở hạ tầng Bình Phước; Thành viên Hội đồng quản trị kiêm Tổng Giám đốc Công ty Cổ phần Nguyên Vũ; Chủ tịch Hội đồng thành viên Công ty trách nhiệm hữu hạn Isotech Việt Nam; Chủ tịch Hội đồng quản trị kiêm Tổng Giám đốc Công ty cổ phần Minh Hưng-Sikico; Phó Chủ tịch Hội đồng quản trị Trường Đại học Quang Trung; Thành viên Hội đồng quản trị Công ty Cổ phần Đầu tư và Xây lắp Điện quang, Chủ tịch Hội Doanh nghiệp trẻ tỉnh Bình Phước.
Ông làm việc ở Khu nhà điều hành, khách sạn, Phường Hưng Chiến, thị xã Bình Long, tỉnh Bình Phước; 243-245 Ung Văn Khiêm, phường 25, quận Bình Thạnh, thành phố Hồ Chí Minh.